# Давид Селеница
Давид Селеница (на гръцки: Δαβίδ ο Σεληνιτζιώτης, Δαβίδ Σελενίτσα; на албански: David Selenica) е зограф от XVIII век, действал в района на Югозападна Македония и Северен Епир, основател на Корчанската художествена школа.

## Биография
Роден е в южноалбанското градче Селеница, край Вльора (Авлона). Според Порфирий Успенски Давид от Авлона е учителят на Дионисий от Фурна. Негова е ерминията от Великата Лавра (кодекс № 127) от 1711 година, която по-късно става наръчник на зографите от Галатищката художествена школа.
Около 1711 година Давид изписва 14 иконостасни икони на манастира „Свети Наум“ край Охрид. В 1715 година изписва стенописите в нартекса на параклиса „Света Богородица Кукузелиса“ във Великата Лавра, където оставя подпис „διά χειρός πολυίστορος τε και οξυγράφου καλάμου του πανοσιωτάτου κυρίου κυρ Δαβ(ίδ) του Σελενιτζιότου“. В 1726 година заедно с учениците си Константин и Христо изписва стенописите в храма „Свети Николай“ в Москополе, като се подписва „διά χειρός πολυΐστορος τε και οξυγράφου καλάμου του πανοσιωτάτου κυρίου κυρ Δαβίδ του Σελενιτζιώτου“. Негови са 4 икони от църквата, датиращи от същото време - „Преображение“, „Въведение Богородично“, „Отричане на Тома“ и „Сваляне от кръста“ - днес в Археологическия и художествен музей в Тирана.
- Стенописи от „Свети Николай“ в Москополе, 1726 г.

На следната 1727 година изписва стенописите в костурската църква „Свети Йоан Предтеча Позерски“.
- Стенописи от „Свети Йоан Предтеча Позерски“, 1727/1728 г.
- Дървото на живота и колелото на живота, стенопис от женската църква
- Свети Сисой
- Райско цвете
- Стенопис на Свети Трифон
- Обезглавяване на Свети Йоан Предтеча

В същата 1727 година изписва стенописите в солунския храм „Света Богородица Нова“. Дело на Давид Селеница са и стенописите в нартекса на католикона на манастира Дохиар, както и параклиса „Свети Йоан Богослов“ на Симонопетра. На Давид принадлежи иконата „Отричане на Тома“, датирана около 1730 година, от църквата „Света Богородица“ в Москополе, Днес в музея за средновековно изкуство в Корча. Отново датирани около 1730 година са и 7 негови икони от „Свети Димитър“ в Битоля - царската икона на Исус Христос и празничните „Въведение Богородично“, „Кръщение Христово“, „Влизане в Йерусалим“, „Разпятие“, „Петдесетница“ и „Отричане на Тома“. По-късно работи в Бер. Негови са иконите „Света Богородица“ (1734) от „Големи Свети Безсребреници“ и „Христос Вседържител“ и владишкият трон в „Св. св. Петър и Павел“ в Бер.